# Aiceona parvicornis
Aiceona parvicornis är en insektsart som beskrevs av Miyazaki 1977. Aiceona parvicornis ingår i släktet Aiceona och familjen långrörsbladlöss. Inga underarter finns listade i Catalogue of Life.